# Цав (річка)
Цав (вірм. Ծավ) или Басутаджур, також Басутчай (азерб. Bəsitçay)  — річка, протікає у Вірменії (у марзі Сюнік) та в Азербайджані (у Зангеланськім районі). Довжина;— 40 км (25 км протікає у Вірменії та 15 км — у Азербайджані). На кордоні Вірменії та Азербайджану в річку впадає річка Шикахог, після чого на території Азербайджану річка має назву Басутчай.
У долині річки знаходиться єдиний на Кавказі платановий гай. Це одне з рідкісних місць де платан протягом широкого ареалу утворює ліс.
У межиріччі річок Цав та Шикахог розташований Шикахозький заповідник.
| Вірменія | Це незавершена стаття з географії Вірменії. Ви можете допомогти проєкту, виправивши або дописавши її. |